# Lohbachsiedlung

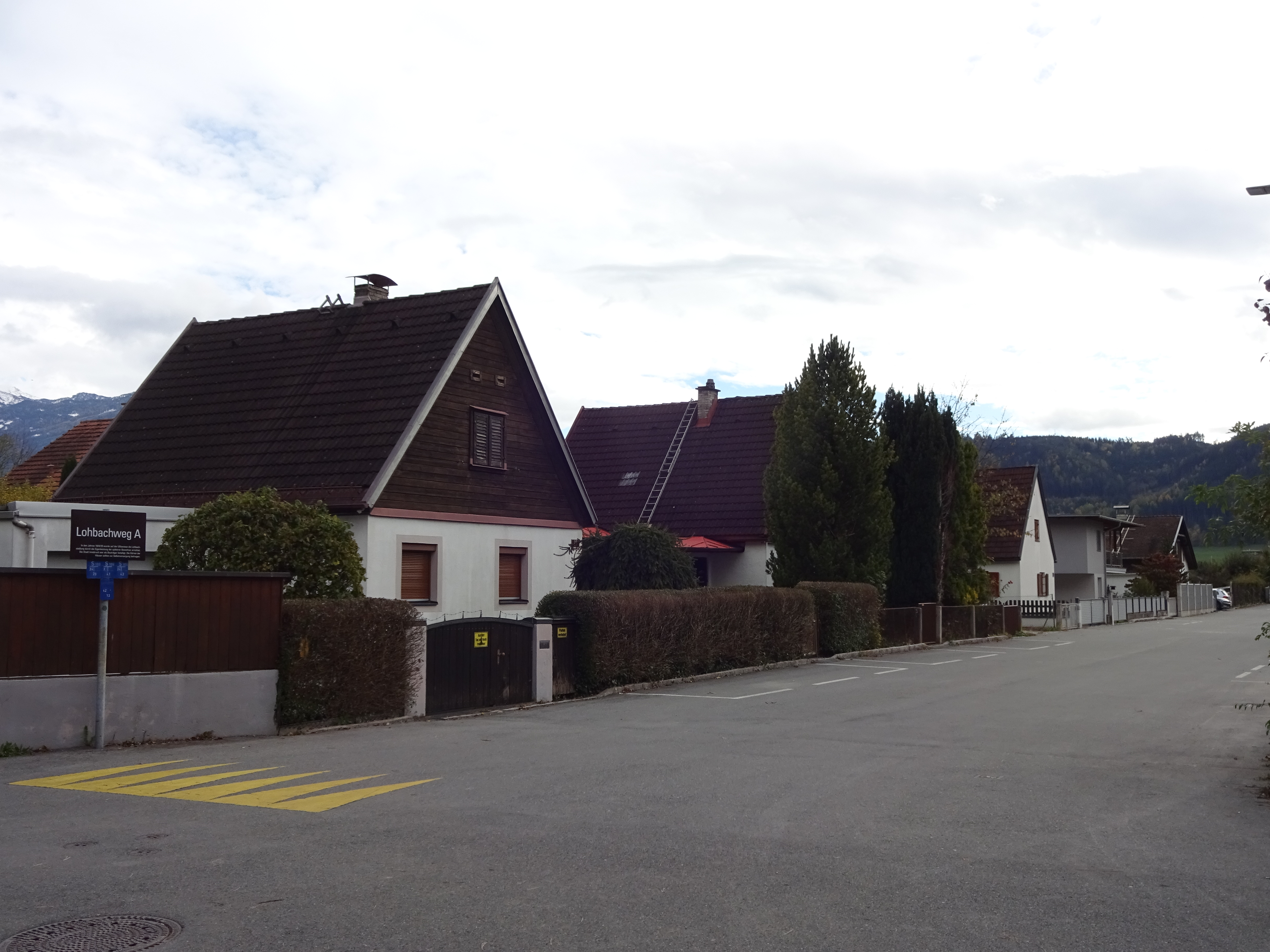
Ursprüngliche Siedlungshäuser am Lohbachweg A

Die Lohbachsiedlung ist eine Siedlung und ein statistischer Bezirk in der Tiroler Landeshauptstadt Innsbruck.

## Lage
Die Lohbachsiedlung liegt im Westen der Stadt im statistischen Stadtteil Hötting West und der Katastralgemeinde Hötting. Die Siedlung erstreckt sich zwischen dem namensgebenden Lohbach und dem Lohbachufer im Norden und der Kranebitter Allee im Süden. Die westliche Begrenzung bildet die Technikerstraße. Die Straßen in der Siedlung tragen die Namen Lohbachweg A bis G.
Der statistische Bezirk umfasst neben der eigentlichen Lohbachsiedlung auch den Bereich westlich davon bis zum Lohbach mit Wohnbebauung und dem Campus Technik der Universität Innsbruck. Er hat eine Fläche von 84,8 ha und 5009 Einwohner (Stand April 2014).

## Geschichte
In den Notzeiten der Zwischenkriegszeit ließ die Stadt Innsbruck auf Initiative von Bürgermeister Franz Fischer 1934/35 in der Ulfiswiese eine Siedlung erbauen. Der Grund gehörte der Stadt Innsbruck, befand sich aber in der damals noch selbstständigen Gemeinde Hötting. Die Stadt trat als Bauträger auf, errichtet wurden die Häuser nach Richtlinien des Sozialministeriums von den Bewohnern selbst. Die Auswahl der Siedler folgte nach strengen Kriterien, so mussten sie unter anderem österreichische Staatsbürger sein, mindestens ein unversorgtes Kind und ein verfügbares Monatseinkommen von weniger als 270 Schilling haben, gewisse Eigenmittel nachweisen und beim Bau der Siedlung mithelfen. Jedes der 56 Siedlungshäuser verfügte über einen Garten mit einem Stall für Kleinvieh sowie eine Heutenne. Am 5. Juli 1936 wurde die Siedlung feierlich eröffnet und nach dem damaligen Sozialminister Odo Neustädter-Stürmer Neusdtädter-Stürmer-Siedlung benannt. Schon im Jahr davor wurde die Siedlergemeinschaft Tyrol am Lohbach und Hörtnaglsiedlung gegründet, die als erste Aktivitäten ein Magazin für Futtermittel errichtete und eine Saftpresse anschaffte.